# Harmens
Harmens ist ein seltener Familienname und ein männlicher Vorname. 

## Herkunft
Harmens ist die eingedeutschte Form des niederländischen Patronyms Harmensz (unter Weglassen des Z). Harmensz wiederum ist die Kurzform von Harmenszoon. Harmenszoon bedeutet: Der Sohn des Harmen. 
Harmen ist wiederum die friesische Form für Hermann. 
Ein bedeutender Vertreter ist: Rembrandt Harmenszoon van Rijn.